# Super Select
Super Select — торговое наименование полноприводных многорежимных трансмиссий легковых внедорожников и пикапов фирмы Mitsubishi Motors. Изначально данный тип трансмиссии устанавливался на спортивных прототипах, участвующих в ралли Париж-Дакар. С 1992 года устанавливается на серийные автомобили. По состоянию на 2014 год выпускаются два типа трансмиссий: Super Select (для автомобилей Mitsubishi L200, Mitsubishi Montero Sport (I поколения), Mitsubishi Pajero Sport(II поколения), Mitsubishi Pajero Pinin, Mitsubishi Pajero (I и II поколений), а также микроавтобусов Mitsubishi Delica) и Super Select II для автомобилей Mitsubishi Pajero (III и IV поколений), Mitsubishi Pajero Sport(III поколения).

## Устройство и принцип действия
Трансмиссия Super Select конструктивно состоит из двухступенчатого демультипликатора (понижающей передачи) и трехрежимной раздаточной коробки.
Демультипликатор позволяет осуществлять как прямую передачу крутящего момента от коробки перемены передач к раздаточной коробке (высшая передача — H), так и через двухступенчатый понижающий редуктор (пониженная передача — L). Муфта переключения передач демультипликатора имеет синхронизаторы, что позволяет изменять режимы при движении автомобиля.
Раздаточная коробка обеспечивает распределение крутящего момента между мостами автомобиля в одном из трех режимов:
1. Только на задний мост;
2. Между передним и задним мостом с помощью межосевого дифференциала, степень свободы которого ограничивается вискомуфтой, включенной параллельно одному из плеч дифференциала. Следует иметь в виду, что в трансмиссии Super Select вискомуфта не используется для постоянной передачи крутящего момента, а лишь корректирует распределение крутящего момента дифференциалом. При движении в нормальных условиях без пробуксовки колес вискомуфта не работает.
3. Между передним и задним мостом при заблокированном межосевом дифференциале.

Межосевой дифференциал в трансмиссии Super Select конический симметричный, а в трансмиссии Super Select II — планетарный цилиндрический несимметричный (обеспечивает распределение моментов в пропорции 33,3 % на передний мост и 66,7 % на задний).
Управление работой межосевого дифференциала осуществляется зубчатой скользящей муфтой с синхронизаторами. Изменение режимов возможно при движении автомобиля на скорости до 100 км/ч.
Управление демультипликатором и раздаточной коробкой сблокированное. Включение пониженной передачи в демультипликаторе возможно только при заблокированном межосевом дифференциале в раздаточной коробке. В трансмиссии Super Select управление механическое одним рычагом. В трансмиссии Super Select II управление производится сервоприводом.
Интересной особенностью трансмиссий Super Select и Super Select II является впервые примененная в таком качестве цепная передача между межосевым дифференциалом и выходным валом привода переднего моста. Применение цепи вместо классической зубчатой передачи с паразитной шестерней (как, например, на Виллисах, УАЗах, Нивах или ранних внедорожниках Toyota) позволило существенно снизить уровень шума и вибраций трансмиссии. Позже аналогичное решение применили и другие производители, в частности Toyota на своих внедорожниках Land Cruiser и Land Cruiser Prado.